# Olympische Winterspiele 2014/Teilnehmer (Mexiko)
| Gelbes Symbol für Goldmedaillen mit stilisierten Olympischen Ringen | Graues Symbol für Silbermedaillen mit stilisierten Olympischen Ringen | Braundes Symbol für Bronzemedaillen mit stilisierten Olympischen Ringen |
| ------------------------------------------------------------------- | --------------------------------------------------------------------- | ----------------------------------------------------------------------- |
| —                                                                   | —                                                                     | —                                                                       |

Mexiko nahm an den Olympischen Winterspielen 2014 in Sotschi mit einem Sportler im Ski Alpin teil.

## Teilnehmer nach Sportarten

### Ski Alpin
Männer
- Hubertus von Hohenlohe[1][2]

- Slalom: ausgeschieden